# Franz Caramelle
Franz Caramelle (* 13. června 1944, Kitzbühel) je rakouský kunsthistorik a od roku 1988 státní konzervátor spolkové země Tyrolsko. Je autorem řady publikací o dějinách umění a ochraně památek. Vyučuje také na innsbrucké univerzitě.
V roce 2010 obdržel Ehrenzeichen des Landes Tirol.

## Publikace
- Die Servitenkirche zu Innsbruck. Innsbruck 1973
- Sehenswertes in Tirol. Stifte, Klöster, Einsiedeleien. Innsbruck 1988
- Christus – die Ikone Gottes. Szenen aus seinem Leben in Bildern aus Tirol. Emmerich Beneder & Franz Caramelle, Innsbruck 2000
- Innsbruck, introd. essay and chronological outline of Innsbruck's history by Franz Caramelle. Photogr. by Hella Pawlowski. Innsbruck – Vídeň 2007